# 1961年8月11日日食
1961年8月11日日食是一次日環食，發生於1961年8月11日。新月當天（即朔日），地球上觀測到月球和太阳的角距離極小，此時月球如果恰好在月球交點附近，穿過太阳和地球之間，與地球、太阳接近一直線，則會出現日食。月球穿過太阳和地球之間，但距地球較遠，本影未能接觸地表，而使偽本影覆蓋的區域內看到月球的角直徑小於太陽，就形成日環食，同時在偽本影兩側數千公里的半影範圍內形成日偏食。此次日環食經過了南极洲恩德比地，日偏食則覆蓋了南美洲東部、非洲南部及周邊部分地區。

## 日食概況

### 出現區域
大西洋南部南佐治亞島以北約670公里的洋面在日出時最先看到日環食，隨後月球偽本影先向東北再向東南移動，在布韦岛以北約950公里的洋面達到最大食分，此後從恩德比地登上南極大陸，不久後就在日落時分結束於恩德比地。環食帶覆蓋了苏联的南極科學考察站青年站。
除了上述狹窄的環食帶內能看到日環食之外，月球半影覆蓋範圍內都能看到日偏食，包括巴西東南部、阿根廷東北角、乌拉圭東半部、南乔治亚和南桑威奇群岛、中部非洲南部、南部非洲、东非南部、凱爾蓋朗群島，以及南极洲靠近非洲的部分沿海區域。

### 基本參數
- 類型：日環食
- 食甚中心處（位於布韦岛以北約950公里的南大西洋）資料：
  - 時間：1961年8月11日10:46:13.1
  - 地點：45°49.6′S 4°2.6′E / 45.8267°S 4.0433°E
  - 食分：0.9375（環食帶內最大）
  - 日環食持續時間：6分35.4秒

## 相關的日食

### 1961-1964年的日食
月球交替位於相對的月球交點時，以半個交點年（食年），即約177天又4小時間隔出現下列日食。
| 降交點                                                         | 降交點                   |          | 升交點                  | 升交點 |
| 沙羅周期                                                       | 地圖                     | 沙羅周期 | 地圖                    |        |
| 120                                                            | 1961年2月15日 全食       | 125      | 1961年8月11日 環食      |        |
| 130                                                            | 1962年2月5日 全食        | 135      | 1962年7月31日 環食      |        |
| 140                                                            | 1963年1月25日 環食       | 145      | 1963年7月20日 全食      |        |
| 150                                                            | 1964年1月14日 偏食（南） | 155      | 1964年7月9日 偏食（北） |        |
| 註：1964年6月10日和1964年12月4日的日偏食屬於下一組交點年系列。 |                          |          |                         |        |

### 沙羅周期
沙羅周期長度為18年11天。本次日食屬於沙羅周期125，共包含73次日食，依次為1060年2月4日至1258年6月3日的12次日偏食、1276年6月13日至1330年7月16日的4次日全食、1348年7月26日至1366年8月7日的2次全環食（亦稱混合食）、1384年8月17日至1979年8月22日的24次日環食、1997年9月2日至2358年4月9日的21次日偏食，總共歷時1298.17年。其中最長的全食發生於1294年6月25日，共持續了1分11秒。
下表列舉了1901年至2100年間發生的屬於該周期的日食，是第48至58次：
| 48             | 49             | 50            |
| -------------- | -------------- | ------------- |
| 1907年7月10日  | 1925年7月20日  | 1943年8月1日  |
| 51             | 52             | 53            |
| 1961年8月11日  | 1979年8月22日  | 1997年9月2日  |
| 54             | 55             | 56            |
| 2015年9月13日  | 2033年9月23日  | 2051年10月4日 |
| 57             | 58             |               |
| 2069年10月15日 | 2087年10月26日 |               |

## 資料來源
1. ↑  樊忠玉. . 中国天文科普网.   [2016-03-22]. （原始内容存档于2014-09-17）.
2. 1 2  Fred Espenak. . NASA Eclipse Web Site.   [2016-03-22]. （原始内容存档于2011-06-24）.（英文）
3. ↑  Fred Espenak. . NASA Eclipse Web Site.   [2016-03-22]. （原始内容存档于2020-10-24）.（英文）
4. ↑  Xavier M. Jubier. .   [2016-03-22]. （原始内容存档于2019-06-09）.（法文）（英文）
5. ↑  Fred Espenak. . NASA Eclipse Web Site.   [2016-03-22]. （原始内容存档于2008-08-29）.（英文）
6. ↑  Fred Espenak. . NASA Eclipse Web Site.（英文）

## 外部連結
- NASA日食專頁（页面存档备份，存于）（英文）
- 可見區域圖和時間統計：由弗雷德·埃斯佩纳克做出的日食預報，NASA/GSFC
  - Google互動地圖呈現的日食範圍
  - 貝塞爾元素
- Google地圖顯示的日環食和日偏食範圍（页面存档备份，存于）（法文）（英文）

| \| \| 日食 \|                             |                              |                                          |
| 上一次日食： 1961年2月15日日食 （日全食） | 1961年8月11日日食 （日環食） | 下一次日食： 1962年2月5日日食 （日全食） |
| 上一次日環食： 1959年4月8日日食           | 1961年8月11日日食 （日環食） | 下一次日環食： 1962年7月31日日食         |
|                                           | 日食                         |                                          |